# Короза, Сергей Михайлович
Сергей Михайлович Короза (2 ноября 1960, Гродно) — советский и белорусский футболист, нападающий, спортивный функционер. Мастер спорта РБ.

## Биография
Воспитанник группы подготовки футболистов гродненского «Химика», первый тренер — Иван Станиславович Олексяк. Вызывался в юношескую сборную Белорусской ССР. Во взрослом футболе дебютировал в 1977 году в «Химике», игравшем во второй лиге.
В 1980 году был приглашён в минское «Динамо». Дебютный матч за клуб сыграл 1 марта 1980 года в Кубке СССР против одноклубников из Ленинграда. В высшей лиге сыграл первый матч 7 апреля 1980 года против бакинского «Нефтчи», заменив на 85-й минуте Виктора Сокола, а первый гол забил 8 ноября 1980 года в ворота «Кайрата». Всего за полтора сезона сыграл 18 матчей в высшей лиге и забил один гол, в большинстве игр выходил на замену. За дубль минчан забил 17 голов.
Летом 1981 года вернулся в Гродно и продолжил играть за «Химик». В 1984 году был призван в армию, проходил службу в армейском клубе «Искра» (Смоленск), игравшем в первой лиге. Во второй половине 1980-х годов снова играл за «Химик», но в 1990 году после прихода тренера Владимира Гришановича и затеянного им омоложения команды покинул клуб.
В сезоне 1990/91 сыграл несколько матчей за аутсайдера второго дивизиона Польши «Хутник» (Варшава). Позднее на некоторое время покинул профессиональный футбол и работал «челноком».
В 1992 году вернулся в гродненский клуб, переименованный в «Неман» и играл за него в высшей лиге Беларуси. Был капитаном команды. Лучший бомбардир клуба в весеннем сезоне 1992 года (7 голов). Включён в список 22-х лучших футболистов Беларуси 1992 года. Обладатель Кубка Беларуси 1992/93. Принимал участие в матчах Кубка обладателей кубков.
В ходе сезона 1993/94 вместе с группой опытных игроков был отчислен из «Немана» и перешёл в другой городской клуб — «Кардан Флайерс», в том же сезоне стал победителем второй лиги Беларуси. Продолжал играть за клуб в первой лиге до 1996 года.
В 1997 году вернулся в «Неман», спустя год в 38-летнем возрасте завершил игровую карьеру.
Всего в высшей лиге Беларуси сыграл 66 матчей и забил 10 голов (все — в составе «Немана»). За «Химик»/«Неман» в первенствах СССР и Беларуси сыграл 362 матча и забил 71 гол. По состоянию на конец 2010-х годов занимал четвёртое место в истории клуба по числу забитых голов.
Более десяти лет работал в «Немане» на руководящих должностях — президентом (2000—2002) и председателем (2003—2009, 2010—2011). В дальнейшем работал на административных должностях в женской команде «Нива-Белкард».
Окончил юридический факультет Гродненского государственного университета.

## Достижения
- Обладатель Кубка Беларуси: 1992/93